# Vincent Defrasne
Vincent Defrasne (Pontarlier, 9 de marzo de 1977) es un deportista francés que compitió en biatlón.
Participó en tres Juegos Olímpicos de Invierno, entre los años 2002 y 2010, obteniendo en total tres medallas: bronce en Salt Lake City 2002 y oro y bronce en Turín 2006. Ganó seis medallas en el Campeonato Mundial de Biatlón entre los años 2001 y 2009, y dos medallas de oro en el Campeonato Europeo de Biatlón de 2001.

## Palmarés internacional
| Juegos Olímpicos   | Juegos Olímpicos                | Juegos Olímpicos  | Juegos Olímpicos |
| Año                | Lugar                           | Medalla           | Prueba           |
| ------------------ | ------------------------------- | ----------------- | ---------------- |
| 2002               | Salt Lake City (Estados Unidos) | Medalla de bronce | Relevos          |
| 2006               | Turín (Italia)                  | Medalla de oro    | Persecución      |
| 2006               | Turín (Italia)                  | Medalla de bronce | Relevos          |
| Campeonato Mundial |                                 |                   |                  |
| Año                | Lugar                           | Medalla           | Prueba           |
| 2001               | Pokljuka (Eslovenia)            | Medalla de oro    | Relevos          |
| 2004               | Oberhof (Alemania)              | Medalla de bronce | Relevos          |
| 2006               | Pokljuka (Eslovenia)            | Medalla de bronce | Relevo mixto     |
| 2007               | Anterselva (Italia)             | Medalla de plata  | Relevo mixto     |
| 2007               | Anterselva (Italia)             | Medalla de bronce | Persecución      |
| 2009               | Pyeongchang (Corea del Sur)     | Medalla de oro    | Relevo mixto     |
| Campeonato Europeo |                                 |                   |                  |
| Año                | Lugar                           | Medalla           | Prueba           |
| 2001               | Haute-Maurienne (Francia)       | Medalla de oro    | Velocidad        |
| 2001               | Haute-Maurienne (Francia)       | Medalla de oro    | Persecución      |